# Dryadissector shilleri
Dryadissector shilleri è un rettile estinto, appartenente agli squamati. Visse nel Cretaceo superiore (Campaniano, circa 82-80 milioni di anni fa) e i suoi resti fossili sono stati ritrovati in Nordamerica.

## Descrizione
L'aspetto di questo animale non è conosciuto, dal momento che ne sono noti soltanto i denti. Questi ultimi, scoperti in gran numero in un sito appena fuori dal Big Bend National Park (Texas), a prima vista sembrano simili a quelli dei piccoli dinosauri carnivori trovati nello stesso sito. Ma dal tipo di dentellature e altri aspetti dell'anatomia dentaria, i paleontologi hanno concluso che i denti in realtà appartenevano a una lucertola carnivora. 

## Classificazione
Dryadissector shilleri (il cui nome significa "sezionatore delle ninfe di foresta di Shiller") è stato descritto per la prima volta nel 2014, sulla base di numerosi denti fossili ritrovati nella formazione Aguja inferiore (Texas occidentale) in terreni del Campaniano inferiore. 
Secondo gli autori della prima descrizione, questa lucertola era un varanoide, ovvero il gruppo che contiene varani, elodermatidi (il mostro di Gila e i suoi parenti), e alcune linee evolutive estinte come i mosasauri. Dryadissector probabilmente apparteneva alla linea dei varani o degli elodermatidi, ma senza ulteriori resti fossili è impossibile stabilirlo con certezza. Ciononostante, i denti sono abbastanza insoliti da poter essere attribuiti a un genere e una specie a sé stanti.

## Significato dei fossili
Ciò che rende Dryadissector così insolito, però, non è l'anatomia dei denti, ma quanto siano comuni i fossili nel sito. Nello studio di Wick e colleghi (2014) sono stati analizzati 13 denti quasi completi e ulteriori 46 frammenti; questi superano di gran lunga il numero di tutti i denti di dinosauri predatori presenti nel sito. Altre lucertole varanoidi sono state trovate in altri micrositi del Cretaceo, ma non in tale abbondanza. Non è chiaro, tuttavia, come mai il sito di Dryadissector fosse differente.
Un indizio potrebbe venire dagli abbondanti denti di mammiferi presenti nello stesso sito. I resti di piccoli mammiferi sono spesso rari nei micrositi del Cretaceo, ma nello stesso sito di Dryadissector, i denti di mammiferi sono più numerosi di tutti i fossili di rettili, in un rapporto di quasi tre a uno. Anche se i dinosauri predatori erano certamente presenti (tirannosauridi e dromeosauridi), questi rettili non erano numerosi come altrove. Se questa scarsità di dinosauri fosse confermata, ciò avrebbe permesso ai mammiferi di prosperare e, di conseguenza, a una grande lucertola di essere il loro predatore principale.
Come si sia sviluppata questa insolita comunità di vertebrati non è chiaro. Forse, essendo più a sud rispetto ad altri siti studiati, il clima locale e il tipo di habitat della formazione Aguja inferiore erano più indicati per le lucertole che per i piccoli dinosauri. O, come gli autori dello studio ipotizzano, dal momento che il sito è un po' più antico di molti altri micrositi del Cretaceo ben noti, potrebbe rappresentare un momento della vita sul continente americano in cui le grandi lucertole erano i più importanti piccoli carnivori, prima che i piccoli dinosauri pennuti prendessero il sopravvento. 